# Чанкаламахи
Чанкаламахи (дарг. ЧIянкIаламахьи) — село в Акушинском районе Дагестана. Входит в состав Акушинского сельсовета.

## Этимология
Название села в переводе с даргинского языка означает голое село.

## География
Село находится на расстоянии 2 км к востоку от села Акуша, административного центра района.

## Население
| 1926 | 1939 | 1970 | 1989 | 2002 | 2010 | 2021 |
| ---- | ---- | ---- | ---- | ---- | ---- | ---- |
| 135  | ↘104 | ↘75  | ↘66  | ↗110 | ↗111 | ↘95  |